# Редя, Вячеслав Васильевич
Вячесла́в Васи́льевич Ре́дя (укр. В'ячеслав Васильович Редя) (род. 20 октября 1955, Макеевка, Сталинская область) — украинский дирижёр, художественный руководитель и главный дирижёр Академического симфонического оркестра Запорожской областной филармонии (с 1987 года). Народный артист Украины (1997).

## Творческий путь
В. В. Редя родился в г. Макеевка Сталинской области. Окончил Ждановское музыкальное училище.
В 1979 году — артист Ворошиловградской областной филармонии, в 1980 году работал преподавателем Дзержинского музыкального училища. В 1980—1982 служил в Советской Армии.
Окончил Киевскую консерваторию им. П. Чайковского по классу В. Б. Гнедаша (в 1979 году — оркестровый факультет, в 1986 году — факультет оперно-симфонического дирижирования).
Стажировался в оркестрах: Государственной телерадиокомпании Украины, Большого театра России, оркестре Северной Венгрии (под руководством Народного артиста России профессора Ю. И. Симонова, 1996 г.). С 1987 года — художественный руководитель и главный дирижёр Академического симфонического оркестра Запорожской областной филармонии.

## Во главе симфонического оркестра
Под руководством Вячеслава Реди коллектив стал центром музыкальной культуры Запорожья, завоевал уважение как профессионалов, так и многочисленных поклонников музыки. Этому способствовали щедрая музыкальная одарённость маэстро, его высокий профессионализм, артистизм, организаторский талант, высокая трудоспособность. По инициативе дирижёра с 2000 года в Запорожье ежегодно проходят Всеукраинский фестиваль детского и юношеского творчества «Аккорды Хортицы», международный фестиваль «Барокко и авангард»; им основаны концертные циклы «Новые имена», «На сцене — юные музыканты», «Возрождение». Оркестр проводит большую музыкально-просветительскую работу среди детей и молодёжи, даёт ежегодно более 40 концертов для этой аудитории, принимает участие в известных фестивалях на Украине и за границей («Киев Мюзик Фест», «Музыкальная весна» в Венгрии, фестиваль оперной музыки в Северной Корее и др.), плодотворно сотрудничает с украинскими композиторами — проводит авторские концерты, исполняет премьерные произведения. В 2003 году коллективу присвоено звание академического.
Вячеслав Редя сотрудничает с камерным оркестром «Дивертисмент» (Днепропетровск).

## Награды
Вячеслав Редя является Заслуженным деятелем искусств Украины (1993), народным артистом Украины (1997). Награждён орденом «3а заслуги» ІІ (2015) и ІІІ степенями (2006), церковным орденом Преподобного Нестора-летописца УПЦ (МП) (2005), является лауреатом рейтинга «Золотая фортуна» (2002), член-корреспондентом Петровской академии наук и искусств (г. Санкт-Петербург, Россия), многократным победителем городского конкурса «Человек года» (Запорожье). Почётный гражданин города Запорожье (2008).
Вячеслав Редя являлся депутатом Запорожского городского совета 5-го, 6-го созыва от Партии регионов, входил в состав постоянной комиссии по гуманитарным вопросам.